# PlayPower
PLAYPOWERとはインドや開発途上国の低収入家庭向けの無料教育コンピューターソフトウェアを製作する非営利団体である。開発ゲームはパブリックドメインとなっている過去の8ビットシステムで動作するように設計されており、非常に低コストなコンピュータで動かすことができる。6502プロセッサ、キーボード、ロムカセット用エッジ・コネクタ、マウス、2つのゲームコントローラで構成され、ディスプレイが無い場合に、テレビに接続できる8ビット互換のコンピュータが12ドルで売られている。
2010年初期現在まで少なくともゲームは3タイトルリリースされている。その内の一つは労働市場で収入を大幅に上げる方法教えるためのゲーム、また別のでは映画「スラムドッグ$ミリオネア」をモチーフにした複数の選択肢を選ぶクイズゲーム、最後は蚊を駆除したりマラリアを防ぐ蚊帳のためのポイントを稼ぐことでマラリア（インドでは年150万人が感染しているとされる）に対する認識を高めるゲームである。
PLAYPOWERは2009年にマッカーサー基金のデジタルメディアと教育コンテストに勝利し、その時の賞金18万ドルを自身の活動のために投資した。ゲームプログラマーはボランティアであり、世界中に100人以上いる。
2008年に団体がデレク・ローマス、ダニエル・レーン（2人とも当時カリフォルニア大学サンディエゴ校の学生だった）、ジェレミー・ダグラス（当時同校の博士研究員だった）によって創設された。